# Bertolt-Brecht-Gymnasium (Schwarzenberg)
Das Bertolt-Brecht-Gymnasium in Schwarzenberg/Erzgeb. ist eine weiterführende Schule im sächsischen Erzgebirgskreis. Es besteht aus dem 1916 eingeweihten, denkmalgeschützten Haus 1 an der Bermsgrüner Straße und dem in den 1970er Jahren in industrieller Plattenbauweise hergestellten Haus 2 im Stadtteil Heide.

## Lage
Der Komplex des Hauses 1 am Becherberg mit Schulgebäude, Zwischenbau, Turnhalle und Parkanlage lässt sich von der östlich gelegenen Bermsgrüner Straße aus über zwei Treppenanlagen betreten. Ein schmaler Erschließungsweg führt um die Gebäude herum. Der nordwestlich an das Schulgrundstück grenzende frühere Sportplatz wird heute als Parkplatz genutzt.
Das Haus 2 liegt etwa 600 Meter westlich von Haus 1 zwischen der als Eibenstocker Straße bezeichneten Staatsstraße 274 und der Straße Am Lindengarten. Auf dem Schulgelände befinden sich eine für Schul- und Vereinssport genutzte Sporthalle und ein Sportplatz.

## Geschichte der Schuleinrichtung
Nachdem die Schwarzenberger Stadtväter sich bereits seit den 1890er Jahren um den Bau eines Schulhauses für die im Gebäude der Schule an der Erlaer Straße untergebrachten Selektenschulklassen bemüht hatten, erteilte das Königliche Kultusministerium in Dresden die Baugenehmigung. Die Kommune erwarb ein Baugrundstück auf dem Becherberg und feierte am 17. Oktober 1914 die Grundsteinlegung für das heute als Haus 1 bezeichnete historische Kerngebäude der Schule. Eine Inschrift über dem Hauptportal nennt den für die Planung und die Bauleitung zuständigen Dresdner Architekten Oswin Hempel.
Die Kosten für den Neubau betrugen den Unterlagen im Stadtbauamt zufolge 247500 Reichsmark. Zusätzliche Ausgaben entstanden für die Platzgestaltung, die Einfriedungsmauer und weitere Bauarbeiten, die Anschaffung der Einrichtungsgegenstände und die Bauleitung. Alle Ausgaben zusammen lagen bei rund 332000 Reichsmark (nach heutiger Währung etwa 3 Millionen Euro). Der Bau wurde zu einem großen Teil durch Spenden finanziert. Nach der Einweihung am 3. Mai 1916 bezogen 162 Schüler und fünf Schülerinnen die zunächst als Realschule mit angeschlossenem Progymnasium vorgesehene Einrichtung.
Im Dezember 1930 wurde die Schule in ein Reformrealgymnasium umgewandelt, 1937/1938 in eine Deutsche Oberschule für Jungen, die Mädchen allerdings weiterhin offenstand. Nach der kriegsbedingten Einberufung von Lehrkräften und Schülern und der Verwendung des Gebäudes als Lazarett sowie zum Teil als Notunterkunft für Flüchtlinge aus Ostpreußen und Schlesien wurde der Schulbetrieb im Januar 1945 eingestellt. Erst Anfang 1952 wurde es als Schule wiedereröffnet. Bis dahin war der Unterricht in Ausweichquartieren im Stadtgebiet erteilt worden. 1957 erhielt die damalige Oberschule ihren Namen nach dem deutschen Dichter Bertolt Brecht, 1959 wurde eine Erweiterte Oberschule aus ihr.
Nach der Einführung des bundesdeutschen Bildungssystems im Rahmen der deutschen Wiedervereinigung wurde die Schule zu Beginn des Schuljahres 1992/93 in ein Gymnasium mit acht Klassen- bzw. Jahrgangsstufen umgewandelt und die frühere Hans-Beimler-Oberschule im Stadtteil Heide als Haus 2 angegliedert.
Anlässlich der 100-Jahr-Feier der Eröffnung des Schulgebäudes im Jahr 2016 wurde auf dem Außengelände die von dem ehemaligen Schüler der Einrichtung Hans Brockhage geschaffene schwarze übermannsgroße abstrakte Granitskulptur der Stellvertreter eingeweiht.
Die Schulleitung hat feste Partnerschaften mit vier Schulen abgeschlossen: in Ostróv (Tschechien), in Bad Windsheim, in Skien (Norwegen) und in den Niederlanden (Clusius-College).

## Architektur

### Haus 1

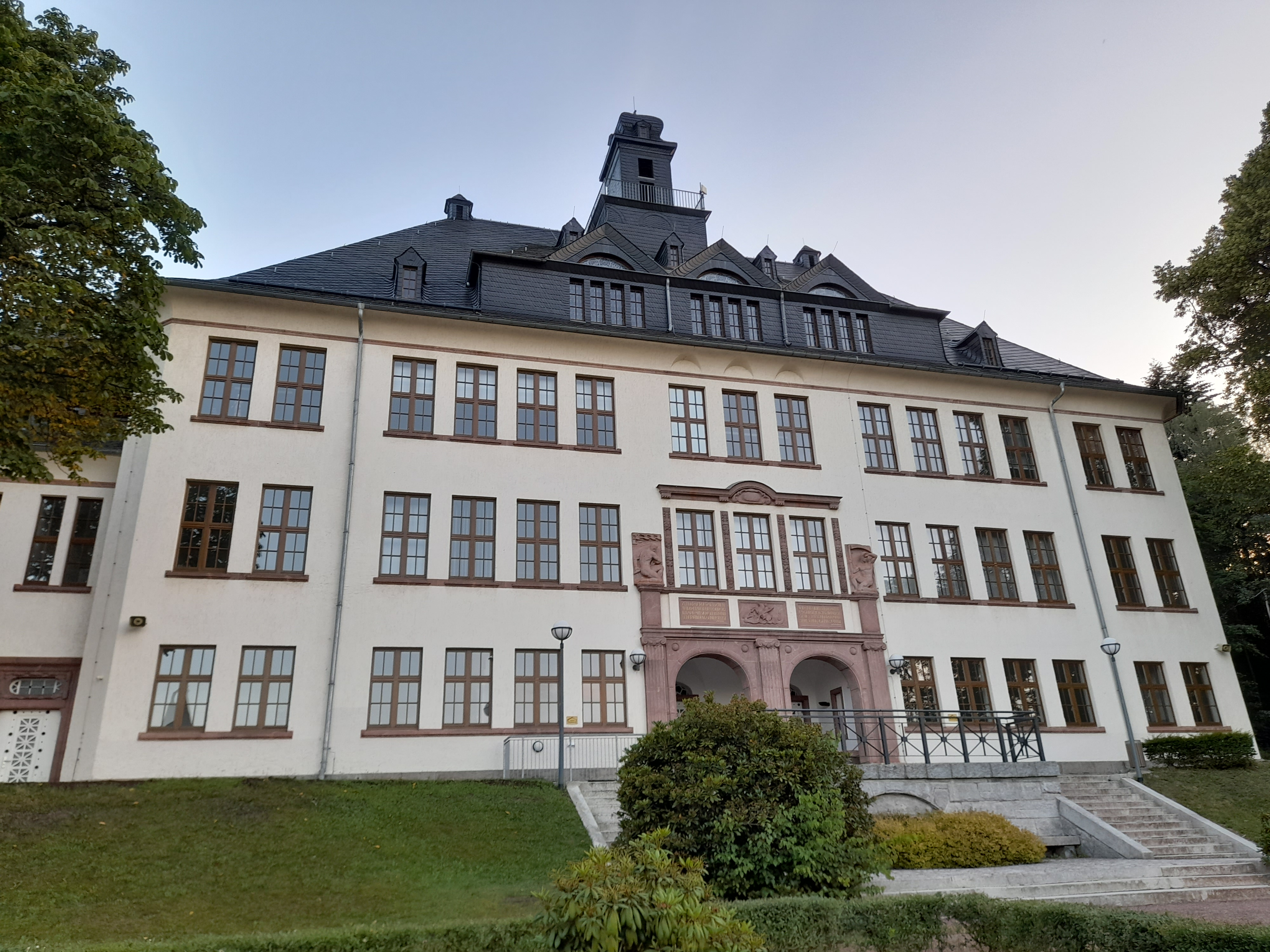
Haus 1

Der von dem Architekten Oswin Hempel aus Dresden geplante Schulkomplex an der Bermsgrüner Straße besteht aus einem Hauptgebäude und einer über einen Verbindungsgang zugänglichen Turnhalle. Das Haupthaus ist etwa 36 Meter lang und 18 Meter breit, die Turnhalle 22 Meter lang und ebenfalls 18 Meter breit.
Das fünfzehnachsige Hauptgebäude mit drei Stockwerken und ausgebautem Dachgeschoss wird von einem schiefergedeckten Walmdach mit einem Dachreiter abgeschlossen. In der Mitte des Dachgeschosses befindet sich die Aula. Der Baustil entspricht den zeitgemäßen Vorstellungen eines öffentlichen Bauwerkes sowohl mit seinen dezenten Schmuckelementen als auch in seiner Farbgebung mit hellen und in dunkelrotem Sandstein abgesetzten Putzflächen. Die dunkelrot umrandeten Sprossenfenster sind in Bändern zu zwei–vier–drei–zwei gruppiert. Der Eingangsbereich mit Doppel-Rundbogen-Portal, darüber angeordneten dunkelroten Reliefflächen mit Sprüchen von Lessing und Bismarck sowie einer Darstellung Ritter Georgs als Drachentöter, einfassenden angedeutenden Säulen mit je einem nackten Jüngling auf ihrer Spitze sowie einem Schmuckbalkenelement zwischen den Fensterreihen zeigt deutliche Jugendstil-Elemente. Der Zugang in das Hauptgebäude ist über eine sechsstufige Treppe oder barrierefrei über eine seitliche Rampe möglich.
Der Dachreiter mit quadratischem Grundriss ist dreifach waagerecht gegliedert und trägt einen eingezogenen quadratischen Glockenturm. In Höhe der ersten baulichen Verengung gibt es einen offenen Aussichtsumgang.
Im Inneren wurde die gleiche Farbgebung eingesetzt. Es dominieren dunkelrote und hellbeige Töne. Die Gänge sind durch Wandvorsprünge lebhaft gegliedert, die Bogen-Eingänge zu den Klassenräumen und die Aula weisen eine gleichartige Gestaltung auf. Die Decke der Aula wird von einem flachen Gewölbe getragen. In den Fenstern befinden sich Scheiben aus Buntglas und je drei hochrechteckige Fenster werden von einem flachbogigen, mit floralen Ornamenten geschmückten Halbrundfenster abgeschlossen.
Folgender (leicht gekürzter) Bericht eines Journalisten im Erzgebirgischen Volksfreund vom 5. Mai 1916 (Seite 2) gibt einen Eindruck von dem neuen Schulbau:

„„[…] über ansteigende Gartenanlagen (führt) eine breite Freitreppe zu dem in reinen, klaren Formen gehaltenen Schulgebäude, an das sich, in kluger Weise dem Gelände angepaßt, die Turnhalle anschließt. […] Das Portal ziert schlichter bildhauerischer Schmuck: Der Kampf des Ritters Georg mit dem Drachen, das schöne, jetzt besonderes sinnvolle Wappenbild von Schwarzenberg und zwei Tafeln: links das Wort Fichtes ‚Alle Kraft des Menschen wird erworben durch Kampf mit sich selbst und Ueberwindung seiner selbst‘; rechts Bismarcks Ausspruch Wir sind nicht auf der Welt, um glücklich zu sein und zu genießen, sondern um unsere Schuldigkeit zu tun‘. Dazu gekreuzte Schwerter. Weiter erhebt sich über dem Toreingang eine herbe, kräftige Jünglingsgestalt mit dem durchgeistigten Gesichte des deutschen Kulturmenschen und zieht das Schwert, während über ihrem Haupte die Sturmvögel ziehen. Rechts kniet vor dem Aehrenfelde eine andere Jünglingsgestalt zum Dengeln der Sense nieder, mit der Hand sich vor dem Sonnenbrande schützend, deutend auf den Wirtschafts- und Ernährungskrieg, den unser Volk bisher so unerwartet erfolgreich geführt hat. Die säulengetragene Vorhalle […] ist ebenso schlicht wie der breite Aufgang. […] Eingebaute Glasschränke mit praktischen Lehrmitteln sind ein weiterer Schmuck. Die Schulzimmer weisen alle Neuerungen auf. Ihre Bemalung im Verein mit der Fenstergestaltung läßt die Räume freundlicher erscheinen, als man es sonst gewohnt ist. Vorüber an dem Direktorenzimmer, der Bücherei, dem Lehrer- und anderen Zimmern geht es zur Aula, die in dem kühn und sicher geformten Dach untergebracht ist. Die farbigen Fenster vermitteln ein stimmungsvolles Licht, das dem gewölbten Saale einen recht intimen Charakter gibt.““

### Haus 2

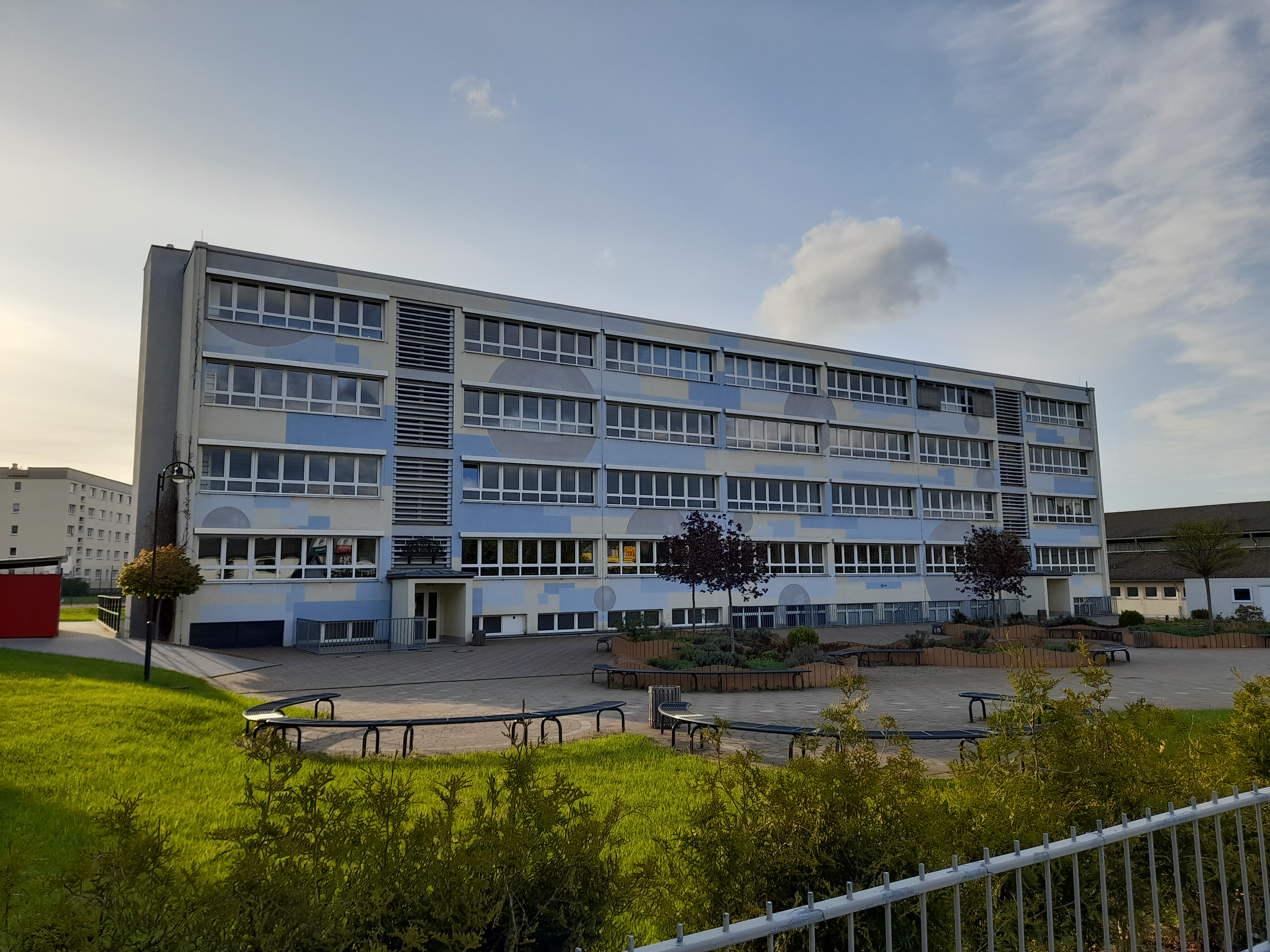
Haus 2 im Stadtteil Heide

Das ursprünglich als Polytechnische Oberschule genutzte Haus 2 ist ein Typenschulbau des Typs Chemnitz mit einer Nutzfläche von 2486 Quadratmetern. Der viergeschossige, vollunterkellerte Gebäuderiegel verfügt über einen Haupteingang mit Treppenanlage und auf der gegenüberliegenden Gebäudeseite gelegenen Nebeneingängen, die vom Schulhof aus direkt zu den Treppenhäusern führen. Die Grundrisse des Kellergeschosses und der drei hauptsächlich für Unterrichtszwecke genutzten Etagen sind seit dem Bau des Gebäudes unverändert geblieben. Es verfügt über 9 Räume über 75 Quadratmeter, 22 Räume über 51 Quadratmeter, 2 Räume über 41 Quadratmeter und zahlreiche kleinere Räume.

## Persönlichkeiten (Auswahl)

### Lehrer
- Albert Major (1878–1957), Grafiker und Maler
- Walter Fröbe (1889–1946), Heimatforscher und Heimatschriftsteller
- Richard Truckenbrodt (1887–1961), Ethnologe, Mundart- und Heimatforscher, Hotelier

Im Jahr 2023 beschäftigt das Gymnasium 49 Lehrer, davon 6 Gastlehrer.

### Schüler
- Hans Becher (1906–2004), Heimatforscher und Museumsdirektor
- Sigfrid Riedel (1918–2018), Generalleutnant der NVA, Chef des Hauptstabs des Ministeriums für Nationale Verteidigung
- Hans Brockhage (1925–2009), Formgestalter und Bildhauer
- Max Joachim Hänel (1929–2019), Bauingenieur und Schriftsteller
- Rudolf Hagemann (1931–2025), Genetiker
- Heinz Eger (1932–2023), Radiologe und Kardiologe
- Thomas Köhler (* 1940), Rennrodler
- Karl Matko (1940–2024), Politiker (CDU)
- Wolfgang Dehnel (* 1945), Politiker (CDU)
- Stephan Malzdorf (1948–2023), Volksmusiker und Moderator
- Anna Franziska Schwarzbach (* 1949), Architektin, Medailleurin und Bildhauerin
- Ralf Alex Fichtner (1952–2022), Karikaturist, Cartoonist, Illustrator, Maler und Autor
- Heidrun Hiemer (* 1952), Kommunalpolitikerin (CDU)
- Matthias Kießling (1956–2021), Sänger, Gitarrist, Keyboarder, Songschreiber und Komponist
- Lutz Mahnke (* 1963), Bibliotheksdirektor
- Jörg Brückner (* 1966), Archivar und Historiker
- Alexander Krauß (* 1975), Politiker (CDU), Politikwissenschaftler und Kinderbuchautor
- Petra Drexler (* 1976), Diplomatin
- Jörg Sonntag (* 1977), Historiker
- Karsten Richter (* 1980), Maschinenbauingenieur und Regionalhistoriker
- Christian Pentzold (* 1981), Kommunikations- und Medienwissenschaftler
- Jonny Hielscher (* 1983), Gymnasiallehrer und Regionalhistoriker
- Toni Kraus (* 1997), Sänger, Songwriter und Musikproduzent